# Euplassa semicostata
Euplassa semicostata är en tvåhjärtbladig växtart som beskrevs av V. Plana. Euplassa semicostata ingår i släktet Euplassa och familjen Proteaceae. Inga underarter finns listade i Catalogue of Life.